# Chris Anderson (Musiker)
Chris Anderson (* 26. Februar 1926 in Chicago; † 4. Februar 2008 in Manhattan, New York City) war ein US-amerikanischer Jazz-Pianist.

## Leben
Chris Anderson war Autodidakt und begann Mitte der 1940er Jahre seine Musikerkarriere in Chicagoer Clubs der Southside; er spielte u. a. im Pershing Ballroom mit Sonny Stitt, Von Freeman sowie mit Howard McGhee und Charlie Parker (One Night in Chicago auf Savoy, 1950) sowie als Begleitmusiker der Sängerinnen Sarah Vaughan und Dinah Washington. 1955 trat er im Club The Beehive u. a. mit Max Roach, Clifford Brown und Sonny Rollins auf. In den 1960er Jahren arbeitete Anderson in New York, wo er 1960 mit dem Bassisten Bill Lee und dem Schlagzeuger Art Taylor ein Album für Vee Jay aufnahm; im November 1961 folgte das Album Inverted Image, das auf Jazzland erschien. Mitwirkende Musiker waren Bill Lee, Walter Perkins und Philly Joe Jones. Ansonsten arbeitete er in Chicago als Hauspianist in Clubs und begleitete gastierende Musiker wie Gene Ammons und Stan Getz.

In Erinnerung bleibt er als Lehrer von Herbie Hancock, der ihn ausdrücklich lobte: „After hearing him play just once, I begged him to let me study with him.“ Lange Jahre konnte er bedingt durch körperliche Behinderungen – er war seit seinem 20. Lebensjahr erblindet und hatte als Glasknochen-Betroffener zahlreiche Knochenbrüche – keine Anstellung als Musiker finden. In den 1980er und 1990er Jahren erschienen noch drei Alben auf den Label Mapleshade und Naim. Anderson spielte in den 1990er Jahren außerdem mit Sun Ra/John Gilmore (At the Village Vanguard, 1991) und Clifford Jordan. 1997 entstand mit Charlie Haden das Duoalbum None But the Lonely Heart.

## Diskographie
- My Romance (Vee Jay, 1962)
- Inverted Image (Jazzland, 1962) mit Bill Lee (b) Walter Perkins, Philly Joe Jones
- Love Locked Out (Mapleshade, 1987) solo
- You Don't Know What Love Is (Naim, 1998)  mit Billy Higgins
- From the Heart (Naim, 1998) solo